# Kambampalli, Bangarapet
Kambampalli là một làng thuộc tehsil Bangarapet, huyện Kolar, bang Karnataka, Ấn Độ.